# Venere di Willendorf
La Venere di Willendorf, anche nota come donna di Willendorf, è una statuetta di 11 cm d'altezza, scolpita in pietra calcarea e dipinta in ocra rossa, non originaria della zona di rinvenimento, e risalente al 30.000-25.000 a.C.
L'opera, raffigurante un fisico femminile steatopigo, è una delle più famose statuette paleolitiche, dette veneri paleolitiche avendo metaforicamente retrodatato la venere mitologica di molti millenni, è attualmente in esposizione al Naturhistorisches Museum di Vienna.

## Storia
La statuetta fu rinvenuta nel 1908 dall'archeologo Josef Szombathy, in un sito archeologico risalente al paleolitico, presso Willendorf in der Wachau, in Austria.
Intorno al 1990, dopo un'accurata analisi della stratigrafia del luogo, e dopo precedenti datazioni che la ponevano inizialmente al 10.000 a.C. poi fino al 32.000 a.C., fu stimato che la statuetta fosse stata realizzata da 25.000 a 26.000 anni fa. Inoltre, in base ad una ricerca condotta nel corso del 2022 dall'università di Vienna e dal Naturhistorisches Museum, è stato stabilito che il manufatto sarebbe stato realizzato nella zona dell'alto Garda, più precisamente in Trentino, presso Sega di Ala; ciò è stato sostenuto in base alla presenza, rilevata sulle superfici della scultura, di un materiale chiamato oolite, limonite e sedimenti di conchiglie.

## Informazioni
La statua si colloca all'interno del culto della Madre Terra e del Femminile. La vulva  e il seno sono gonfi e molto pronunciati, a rappresentare un significato di prosperità, e anche il colore rosso ocra col quale la statuetta è dipinta rimanda al rosso, colore archetipico della passione, e del sangue mestruale che annunciava la rinnovata capacità della donna di poter dar seguito di nuovo alla vita e mettere così a freno la paura dell'oblio. Le braccia sottili sono congiunte sul seno, e il volto non è visibile; la testa si direbbe coperta da trecce o da un qualche genere di copricapo di "perle".
Alcuni suggeriscono che, in una società di cacciatori e raccoglitori, molto scettici, la corpulenza e l'ovvia fertilità della donna potrebbero rappresentare un elevato status sociale, sicurezza e successo. Nell'ultimo secolo, si è scoperto con certezza che le società di provenienza delle veneri erano tutt'altro che nomadi; erano egualitarie e riservavano alla donna posti di potere proprio in virtù della dignità che le riconoscevano.
Dopo la Venere di Willendorf, sono state rinvenute molte altre statuette di questo genere, spesso indicate proprio come "veneri" o "veneri paleolitiche

## Nella cultura di massa
L'autore Michael Crichton nel suo romanzo fantascientifico Mangiatori di morte, descriveva un popolo, i Wendol (termine che indicava in realtà la "bruma nera", ossia la nebbia che accompagnava questa tribù nel compimento di razzie e massacri), i quali veneravano un culto di natura matriarcale, poiché guidati, nelle loro azioni, dal volere di una donna, la cui simbologia coincideva con la figura della Venere di Willendorf, i cui reperti venivano rinvenuti nei luoghi delle loro incursioni. 
Nel film del 2013 Le streghe son tornate, diretto da Álex de la Iglesia, la congrega delle streghe di Zugarramurdi venera un essere gigantesco con le fattezze della Venere di Willendorf.
Nella serie The Young Pope la statua è esposta nello studio del papa e suscita l'attrazione del cardinale Voiello.
La statua è citata nel romanzo Sotto il Ghiacciaio di Halldór Laxness.